# Olympische Sommerspiele 2016/Gewichtheben – Federgewicht (Männer)
Das Gewichtheben der Männer in der Klasse bis 62 kg (Federgewicht) bei den Olympischen Sommerspielen 2016 in Rio de Janeiro fand am 8. August 2016 in der zweiten Halle des Riocentro statt. Es traten 17 Sportler aus 15 Ländern an.
Der Wettbewerb bestand aus zwei Teilen: Reißen (Snatch) und Stoßen (Clean and Jerk). Die Teilnehmer traten in zwei Gruppen zuerst im Reißen an, bei dem sie drei Versuche hatten. Wer ohne gültigen Versuch blieb, schied aus. Im Stoßen hatte wieder jeder Starter drei Versuche. Der Sportler mit dem höchsten zusammenaddierten Gewicht gewann. Im Falle eines Gleichstandes gab das geringere Körpergewicht den Ausschlag.

## Titelträger
| Weltmeister   | Reißen    | Kim Un-guk | 151 kg | WM 2015 in Houston |
| Weltmeister   | Stoßen    | Chen Lijun | 185 kg | WM 2015 in Houston |
| Weltmeister   | Zweikampf | Chen Lijun | 333 kg | WM 2015 in Houston |
| Olympiasieger | Zweikampf | Kim Un-guk | 327 kg | London in 2012     |

## Rekorde

### Bestehende Rekorde
| Weltrekord         | Reißen    | Kim Un-guk     | 154 kg | Houston, USA           | 21. September 2014 |
| Weltrekord         | Stoßen    | Chen Lijun     | 183 kg | Houston, USA           | 22. November 2015  |
| Weltrekord         | Zweikampf | Chen Lijun     | 333 kg | Houston, USA           | 22. November 2015  |
| Olympischer Rekord | Reißen    | Kim Un-guk     | 153 kg | London, Großbritannien | 30. Juli 2012      |
| Olympischer Rekord | Stoßen    | Óscar Figueroa | 177 kg | London, Großbritannien | 30. Juli 2012      |
| Olympischer Rekord | Zweikampf | Kim Un-guk     | 327 kg | London, Großbritannien | 30. Juli 2012      |

## Zeitplan
- Gruppe A: 8. August 2016, 19:00 Uhr (Ortszeit)
- Gruppe B: 8. August 2016, 10:00 Uhr (Ortszeit)

## Endergebnis
| Rang | Athlet                | Nation          | Gr. | Kgw.  | Reißen (kg) | Reißen (kg) | Reißen (kg) | Reißen (kg) | Stoßen (kg) | Stoßen (kg) | Stoßen (kg) | Stoßen (kg) | Zweikampf |
| Rang | Athlet                | Nation          | Gr. | Kgw.  | 1           | 2           | 3           | Gesamt      | 1           | 2           | 3           | Gesamt      | Zweikampf |
| ---- | --------------------- | --------------- | --- | ----- | ----------- | ----------- | ----------- | ----------- | ----------- | ----------- | ----------- | ----------- | --------- |
| 1    | Óscar Figueroa        | Kolumbien       | A   | 61,86 | 137         | 142         | 145         | 142         | 172         | 176         | 179         | 176         | 318       |
| 2    | Eko Yuli Irawan       | Indonesien      | A   | 61,91 | 142         | 146         | 146         | 142         | 170         | 176         | 179         | 170         | 312       |
| 3    | Farchad Charki        | Kasachstan      | A   | 61,60 | 135         | 140         | 140         | 135         | 170         | 177         | 177         | 170         | 305       |
| 4    | Yōichi Itokazu        | Japan           | A   | 61,87 | 126         | 130         | 133         | 133         | 160         | 165         | 169         | 169         | 302       |
| 5    | Ahmed Saad            | Ägypten         | A   | 62,00 | 127         | 131         | 133         | 133         | 155         | 161         | 164         | 161         | 294       |
| 6    | Morea Baru            | Papua-Neuguinea | A   | 61,72 | 122         | 126         | 129         | 126         | 159         | 164         | 168         | 164         | 290       |
| 7    | Muhammad Hasbi        | Indonesien      | A   | 61,97 | 125         | 130         | 134         | 130         | 160         | 169         | 173         | 160         | 290       |
| 8    | Nevo Ioane            | Samoa           | B   | 61,90 | 115         | 120         | 122         | 120         | 156         | 161         | 165         | 161         | 281       |
| 9    | Han Myeong-mok        | Südkorea        | A   | 61,81 | 130         | 135         | 135         | 130         | 150         | 155         | 155         | 150         | 280       |
| 10   | Julio César Salamanca | El Salvador     | B   | 62,00 | 115         | 120         | 120         | 120         | 150         | 155         | 155         | 155         | 275       |
| 11   | Julio César Acosta    | Chile           | B   | 61,30 | 114         | 117         | 120         | 120         | 142         | 146         | 151         | 146         | 266       |
| 12   | Yōsuke Nakayama       | Japan           | B   | 62,00 | 121         | 124         | 124         | 121         | 140         | 145         | 150         | 145         | 266       |
| 13   | Rick Yves Confiance   | Seychellen      | B   | 62,00 | 121         | 124         | 124         | 121         | 127         | 133         | 133         | 127         | 232       |
| —    | Jesús López           | Venezuela       | B   | 61,90 | 100         | 105         | 110         | 105         | 151         | —           | —           | —           | DNF       |
| —    | Edouard Joseph        | Haiti           | B   | 60,20 | 102         | 107         | 112         | 107         | —           | —           | —           | —           | DNF       |
| —    | Sudesh Peiris         | Sri Lanka       | B   | 62,00 | 120         | 120         | 120         | —           | —           | —           | —           | —           | DNF       |
| —    | Chen Lijun            | China           | A   | 61,97 | 143         | 143         | —           | —           | —           | —           | —           | —           | DNF       |